# 何榮章
何榮章，字斗瞻，贵州贵阳人，清朝政治人物、進士出身。
道光九年（1829年）己丑科進士，二甲七十三名，选庶吉士，散館改直隸清河縣知縣。